# Serge Lecrique
Pour les articles homonymes, voir Lecrique.
Serge Lecrique, né le 30 janvier 1961 et mort le 3 novembre 1996, est un triathlète français, considéré comme l'un des pionniers du triathlon en France et triple champion de France moyenne distance en 1987, 1989 et 1990. 

## Biographie
Serge Lecrique est né le 30 janvier 1961, il était militaire de carrière, sous-officier au 35e régiment d'artillerie parachutiste.

### Carrière en triathlon
Serge Lecrique participe, le 14 septembre 1986, au premier triathlon de Paris organisé par le CONADET et la société privée Sport leader. La partie natation s'effectue dans la Seine et il remporte l'édition devant Grégoire Millet, affirmant en 2015 que la qualité de l’eau l'avait rendu malade pendant trois jours. Il prend la deuxième place cette même année du naissant championnat de France de triathlon courte distance.
Entre 1987 et 1992, il remporte par trois fois les championnats de France moyenne distance (catégorie B), à l'issue d'un circuit de courses et d'un système complexe de comptage de points qui cessera d'exister en 1992, pour faire place à une course unique. Il prend la seconde place de ces championnats en 1991 selon la même formule et participe au premier championnat sur une seule épreuve à Arcachon où il monte sur la seconde marche du podium.
Entre 1990 et 1993, il participe à plusieurs rencontres internationales sur courte distance. Les championnats d'Europe de triathlon 1990 en Autriche où il entre dans le « Top 10 » derrière Patrick Girard, 4e, et devant Philippe Méthion, 14e. Les championnats du monde 1992 au Canada où il finit en milieu de tableau, à la 50e place (sur 112 participants), et devant son compatriote Philippe Fattori. En 1993, il participe de nouveau aux championnats d'Europe au Luxembourg et prend la 12e position en 1 h 56 min 48 s.

### Reconversion et fin tragique
Après avoir mis un terme à sa carrière sportive en 1995, Serge Lecrique envisage de se reconvertir dans l'entrainement. Un accord est signé entre la direction technique de la Fédération française de triathlon et le commandement du Bataillon de Joinville, pour commencer sa formation au CREPS de Boulouris. Le 2 novembre 1996 en rentrant d'un de ses cours en moto, un accident met un terme à sa vie. Il était marié et père de trois enfants.

### Postérité
Une épreuve de triathlon qui porte son nom est organisée à Tarbes au mois de juin par le 35e régiment d'artillerie parachutiste dont Serge Lecrique faisait partie.
La piscine de l'École nationale des sous-officiers d'active de Saint-Maixent-l'École porte son nom.
Les triathlètes professionnels François Chabaud et Stéphane Poulat lors de leur jubilé de fin de carrière, l'évoquent dans la presse en lui rendant hommage, comme étant celui qui motiva et guida leur début de carrière et l'associent à leur réussite personnelle.

## Palmarès
Le tableau présente les résultats les plus significatifs (podium) obtenus sur le circuit national de triathlon depuis 1986.
| Année | Compétition                                 | Pays   | Position          | Temps/Points    |
| ----- | ------------------------------------------- | ------ | ----------------- | --------------- |
| 1992  | Championnat de France moyenne distance (MD) | France | Médaille d'argent | 3 h 51 min 28 s |
| 1991  | Championnat de France longue distance (LD)  | France | Médaille d'argent | pts             |
| 1990  | Championnat de France moyenne distance (B)  | France | Médaille d'or     | pts             |
| 1989  | Championnat de France moyenne distance (B)  | France | Médaille d'or     | 849 pts         |
| 1987  | Championnat de France moyenne distance (B)  | France | Médaille d'or     | 862 pts         |
| 1986  | Championnat de France courte distance (A)   | France | Médaille d'argent | 1468 pts        |
| 1986  | 1er Triathlon de Paris                      | France | Médaille d'or     | 2 h 14 min 1 s  |